# 太田拓弥
太田拓弥（日语：／ Ōta Takuya，1970年1月2日—），日本男子摔跤运动员。他曾代表日本参加1996年夏季奥林匹克运动会摔跤比赛，获得一枚铜牌。他也曾参加1994年亚洲运动会。